# Fredrik Theodor Borg

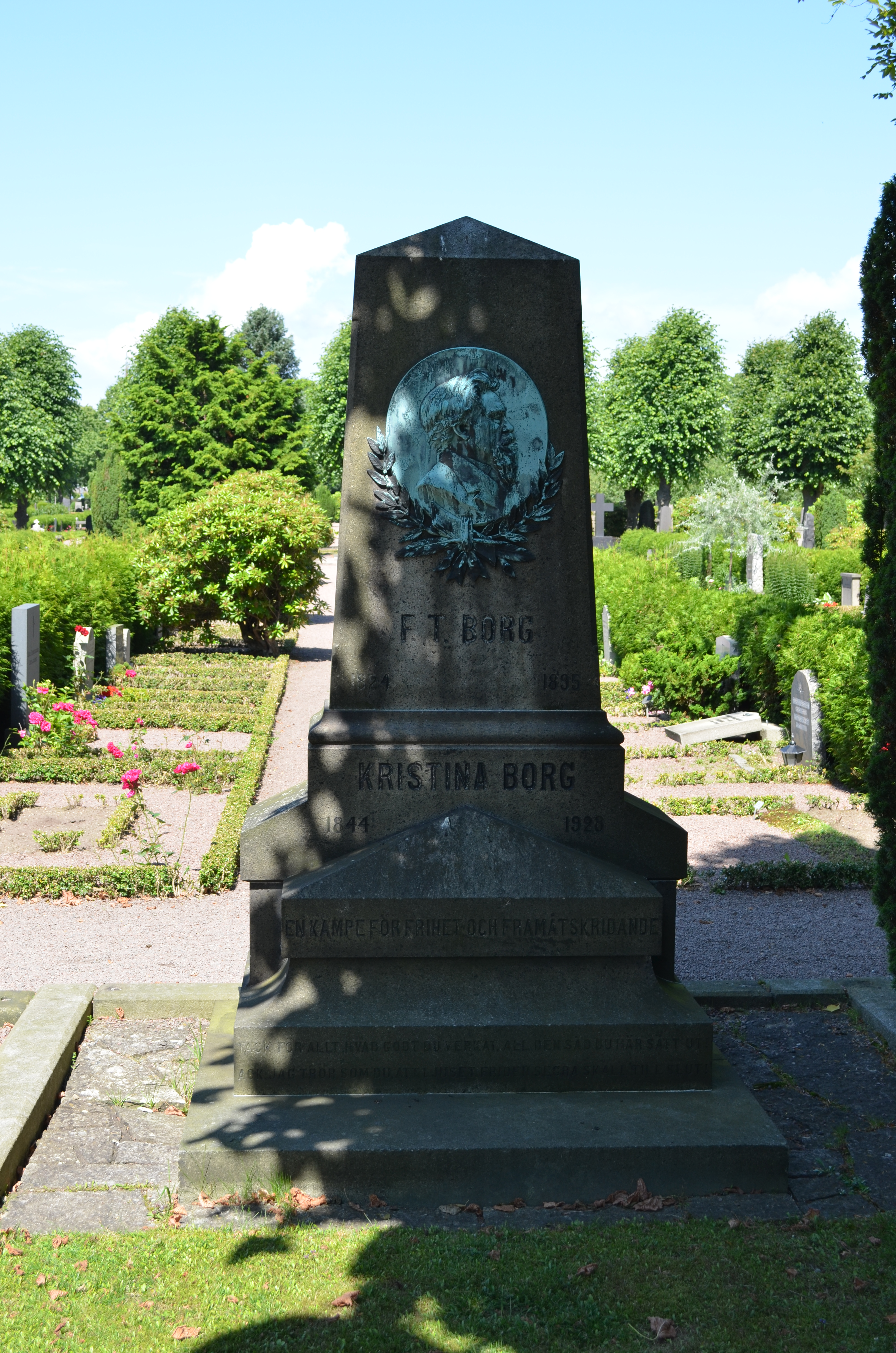
Fredrik Theodor Borgs grav på Nya kyrkogården i Helsingborg.

Fredrik Theodor Borg, i riksdagen kallad Borg i Helsingborg, född 18 september 1824 i Landskrona församling, Malmöhus län, död 23 oktober 1895 i Helsingborgs stadsförsamling, Malmöhus län, var en svensk tidningsman och politiker. Han var bror till Augusta Borg, och från 1869 gift med Kristina Borg.

## Biografi
Borg var förespråkare av kvinnors rösträtt och var 1884 den förste riksdagsman som motionerade om detta, men hans motion föll med röstsiffrorna 53 mot 44. 1850 grundade han Sveriges första arbetarförening. Han propagerade för demokrati och republik.
Borg blev 1841 student vid Lunds universitet och ägnade sig från 1848 åt publicistisk verksamhet, till en början i Stockholm, där han 1849 i förening med Nils Persson Nordin uppsatte den kortlivade tidningen Reform och 1850–1851 var medarbetare i Aftonbladet. Han kom under tiden på Aftonbladet att bli vän med Lars Johan Hierta, en vänskap som sedan bestod livet ut. Från 1853 flyttade han till Helsingborg, där han efter O. P. Sturzen-Becker samma år övertog ledningen av Öresundsposten, vars ägare han blev 1856 och som han redigerade till sin död, 1895.
Till sina politiska åsikter var Borg radikal. I sin tidning, som vunnit en bemärkt och inflytelserik ställning inom landsortspressen, arbetade han med seghet för representationsreformen, fredssaken, rösträttens utvidgning, kvinnans rättigheter med mera. I sina freds- och frihetssträvanden slog han ej sällan över i en kosmopolitism, som väckte ovilja hos nationellt sinnade landsmän, till exempel i unionsfrågan.
I sin bok Qvinnans historia (1856) försökte han – med exempel alltifrån "fornhjältinnan" Semiramis till Anna Maria Lenngren, Jenny Lind och Fredrika Bremer – bevisa att kvinnan var ett högre utvecklat väsen än mannen. Därför måste det en gång bli hon som skulle behärska världen. Endast genom att sammangadda sig mot detta högre väsende hade det ärelystna mankönet kunnat hålla kvinnan nere i en underordnad social ställning. Borg förklarade att redan kvinnans fysik "utmärker en större fulländning än mannens: denna naturens stora frikostighet mot kvinnan läses vid första ögonkastet på dessa sammetslena och rosenfärgade kinder, på denna silkesfina hud, varpå ingen hårbetäckning förråder djurnaturen, såsom fallet är hos mannen, varest ännu skägget och den håriga kroppen visa, att han står djurvärlden närmare." Det kvinnan saknar i kroppslig styrka ersätts av hennes större ihärdighet och förmåga att uthärda sjukdomar och genomgå svårigheter av olika slag, enligt Borg.
Borg var 1879–1884 ledamot av riksdagens andra kammare för Helsingborgs valkrets och blev där genom lantmannapartiets röster 1880–1884 utsedd till ledamot av konstitutionsutskottet samt 1883 till statsrevisor. 1884 gav Malmöhus läns landsting honom en plats i första kammaren, ett uppdrag han avsade sig från 1892.
Borgs omfattande brevsamling skänktes 1929 till Lunds universitetsbibliotek, där den utgör en givande källa till samtidens historia, främst genom hans omfattande brevväxling med Bjørnstjerne Bjørnson och Lars Johan Hierta.